# 4Lyn
4Lyn, früher bekannt als Headtrip, war eine 1995 gegründete Crossover-Band aus Hamburg, die sich 2013 auflöste.

## Name
Als sich im Jahr 2000 herausstellte, dass die Band Headtrip einen Plattenvertrag bekommen sollte, erkannten die Mitglieder schnell, dass der damalige Name zu häufig in der Szene genutzt wurde und so suchten sie sich ein neues Pseudonym. Laut der 2008 erschienenen DVD (The Good Life Period) entstand der Bandname durch das Rückwärtslesen der Aufschrift einer Zigarettenschachtel, auf der „NIL“ stand. Die Buchstaben wurden kurzerhand etwas abgeändert und bedeuteten von nun an „Little – Young – Nasties“, können aber, nach Aussage der Band, auch mit allen anderen Worten, die mit diesen drei Buchstaben beginnen, ersetzt werden. Die 4 steht für die Anzahl der Musiker.

## Geschichte
Vor ihrer Zeit als Mitglieder von 4Lyn waren alle bereits musikalisch in verschiedenen Gruppen tätig. Sie befanden sich im Bereich des Rocks, (Wie z. B. Chinos Band „Das Inferno“) Crossovers, Nu Metals und auch des Hip-Hop (Brazs Band Culture or Prison).
Die Band Headtrip wurde 1995 ins Leben gerufen, doch wegen ständig vollzogener Mitgliederwechsel ist Sänger Braz (Ron Cazzato) der einzige, der von der Urbesetzung noch immer Teil der damaligen Band 4Lyn war. Big Deee (Björn Düssler) war früher der Demoproduzent der Band und kam dazu, als der alte Bassist ausgestiegen ist. Nach Ausstieg des früheren Schlagzeugers kam die Band durch eine glückliche Fügung zu Chi (Sascha Carillho).
Im Jahr 2001 musste der damalige Gitarrist Kane Wikked (Ben Eckebrecht) die Band aus verschiedenen Gründen verlassen. Schnell organisierte der Schlagzeuger Chino seinen langzeitigen Freund René Knupper (Russo) für die Band. Vorerst war er nur als Ersatz für Wikked vorgesehen, da innerhalb von vier Tagen alle Stücke für einen Auftritt bei RTLs Top of the Pops vorbereitet werden mussten. Doch nach der Komplettabsage des ehemaligen Gitarristen wurde Russo ein fester Bestandteil der Band.
Ab 2005 unterstützen 4Lyn mit ihrem Song Go, Sea Devils das American-Football-Team Hamburg Sea Devils in der NFL Europe.
Nach der Veröffentlichung des Longplayers Hello im Januar 2008 und der darauffolgenden Tour, die bedingt durch eine Erkrankung Renés verschoben werden musste, verließ dieser die Band im Mai. Für ihn trat Dennis Krüger in die Band ein.
Während der Tour veröffentlichen 4Lyn anlässlich ihres 10-jährigen Bandbestehens die DVD Good Life Period. Neben der Musik spielen alle Bandmitglieder in dem Film Check It Out mit.
Die Band war innerhalb der letzten Jahre nur noch selten unterwegs, was auf die drei Jahre andauernden Schwierigkeiten und die nachfolgende Trennung von ihrem Management zurückzuführen ist.
Vier Jahre nach dem letzten Album veröffentlichten 4Lyn im Mai 2012 ihr Album Quasar und gingen anschließend auf Deutschland-Tour. Im März 2013 gab die Band ihre Auflösung bekannt, damit sich die Mitglieder verstärkt der Familie, Freizeit und anderen Projekten widmen können. Das letzte Konzert fand am 21. Dezember 2013 im Hamburger Gruenspan statt.

## Diskografie

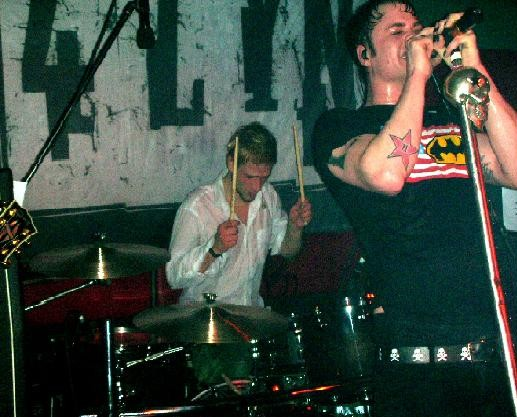
4Lyn Live

### Alben
| Jahr | Titel                   | Höchstplatzierung, Gesamtwochen, AuszeichnungChartplatzierungen (Jahr, Titel, Platzierungen, Wochen, Auszeichnungen, Anmerkungen) | Höchstplatzierung, Gesamtwochen, AuszeichnungChartplatzierungen (Jahr, Titel, Platzierungen, Wochen, Auszeichnungen, Anmerkungen) | Anmerkungen    |
| Jahr | Titel                   | DE | AT | Anmerkungen    |
| ---- | ----------------------- | --- | --- | -------------- |
| 2001 | 4Lyn                    | DE62 (2 Wo.)DE | — | Motor Music    |
| 2002 | Neon                    | DE27 (6 Wo.)DE | AT33 (4 Wo.)AT | Motor Music    |
| 2004 | Take It as a Compliment | DE45 (1 Wo.)DE | — | Edel Records   |
| 2005 | Compadres               | DE91 (1 Wo.)DE | — | Edel Records   |
| 2008 | Hello                   | DE99 (1 Wo.)DE | — | Rodeostar      |
| 2012 | Quasar                  | DE66 (1 Wo.)DE | — | Veryus Records |

Weitere Alben

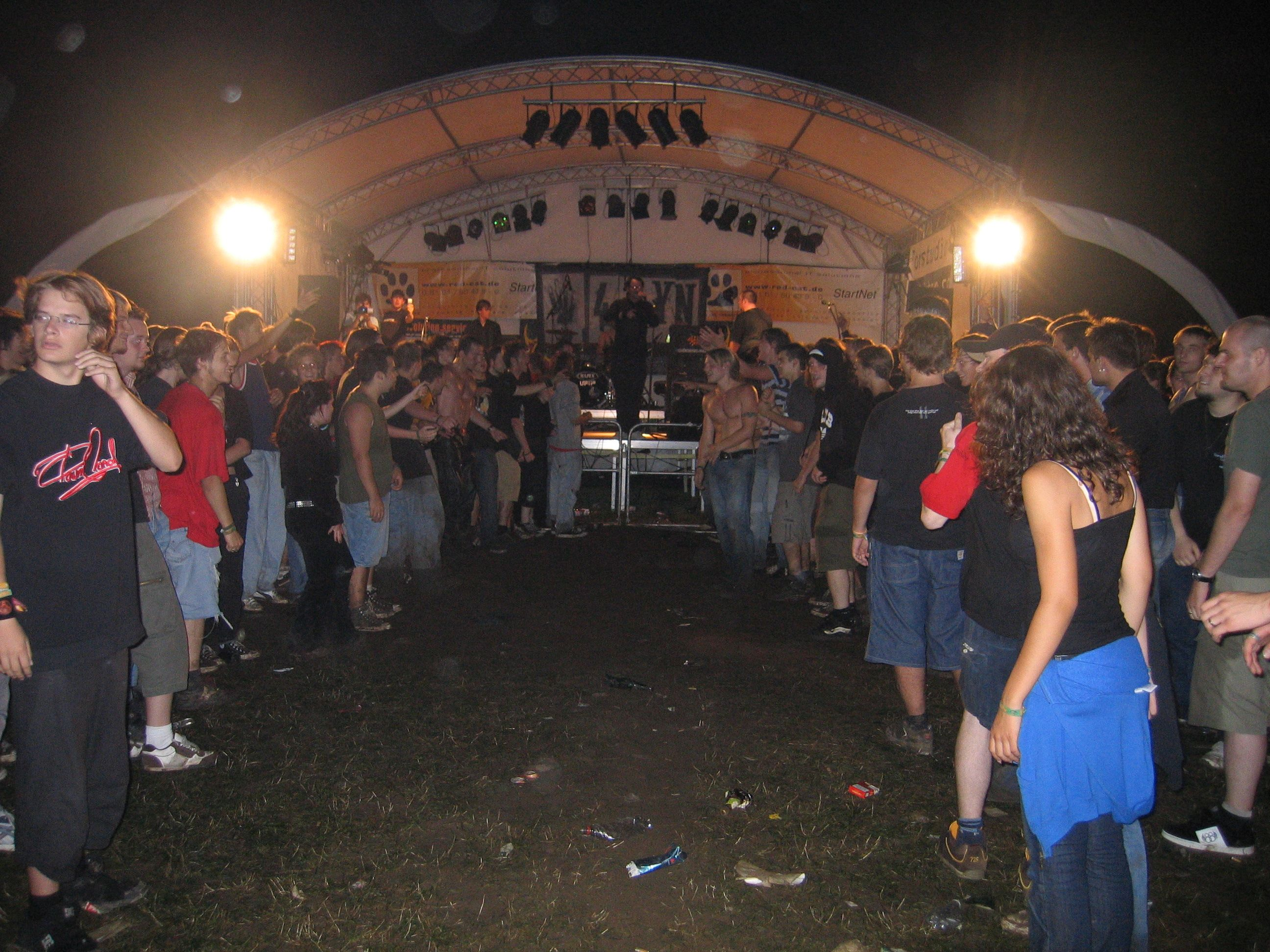
Eine „Wall of Death“ im Publikum von 4Lyn (2004)

- 2004: Take It as a Compliment/Live Compliments, Tour Edition (Edel Records)
- Live in Hamburg

### Singles
| Jahr | Titel Album                                     | Höchstplatzierung, Gesamtwochen, AuszeichnungChartsChartplatzierungen (Jahr, Titel, Album, Platzierungen, Wochen, Auszeichnungen, Anmerkungen) | Anmerkungen |
| Jahr | Titel Album                                     | DE | Anmerkungen |
| ---- | ----------------------------------------------- | --- | ----------- |
| 2001 | Lyn 4Lyn                                        | DE56 (8 Wo.)DE |             |
| 2002 | Pearls & Beauty Neon                            | DE65 (4 Wo.)DE |             |
| 2002 | Whooo 4Lyn                                      | DE89 (1 Wo.)DE |             |
| 2004 | Kisses of a Strobelight Take It as a Compliment | DE98 (1 Wo.)DE |             |

Weitere Singles
- 2001: Bahama Mama
- 2002: Husky/Gone
- 2003: Hey Ho, Let’s Go!
- 2004: Matilda, Matilda (Promo Single)
- 2005: Drrty Rokka
- 2007: Go, Sea Devils!
- 2007: Nostalgia
- 2007: Hello (For You I’m Dying)
- 2012: Club Exploitation
- 2012: I Am a Phantom

### Videoalben
- 2008: The Good Life Period (Home-Story DVD)
- Live in Hamburg (Liveaufnahme vom Konzert im Docks am 15. November 2008)
- „Hello“ ltd. Edition (CD/DVD, Aufzeichnung der Show bei rehearsals.com in Kalifornien)